# Philippus Cancellarius
Latinos nevén Philippus Cancellarius, azaz Fülöp, a kancellár (franciául: Philippe le Cancellier), (Párizs, 1160 körül – Párizs, 1236. december 23.) latin nyelven író középkori francia filozófus.
Summa de bono címen írt egy értekezést, amely a nyugat-európai középkori irodalomban először tárgyalja a létező trancendentális tulajdonságait: az egyet, az igazat, és a jót. Bár tárgya teológiai, hivatkozásainál előszeretettel használja Arisztotelészt és a középkori arab filozófusokat. Művén kimutatható Auxerre-i Vilmos és La Rochelle-i János hatása.